# Frank J. Coleman
Frank J. Coleman (Newburgh, 26 aprile 1888 – Los Angeles, 29 novembre 1948) è stato un attore statunitense.

## Filmografia parziale
- Charlot inserviente di banca (The Bank), regia di Charlie Chaplin (1915)
- Carmen (Charlie Chaplin's Burlesque on Carmen), regia di Charlie Chaplin (1916)
- Charlot caporeparto (The Floorwalker), regia di Charlie Chaplin (1916)
- Charlot al pattinaggio (The Rink), regia di Charlie Chaplin (1916)
- Il vagabondo (The Vagabond), regia di Charlie Chaplin (1916)
- Charlot pompiere (The Fireman), regia di Charlie Chaplin (1916)
- Charlot conte (The Count), regia di Charlie Chaplin (1916)
- Charlot usuraio (The Pawnshop), regia di Charlie Chaplin (1916)
- Charlot macchinista (Behind the Screen), regia di Charlie Chaplin (1916)
- Charlot fa una cura (The Cure), regia di Charlie Chaplin (1917)
- Charlot poliziotto (Easy Street), regia di Charlie Chaplin (1917)
- Charlot emigrante (The Immigrant), regia di Charlie Chaplin (1917)
- Charlot avventuriero (The Adventurer), regia di Charlie Chaplin (1917)
- The Tenderfoot, regia di William Duncan (1917)
- A High Diver's Last Kiss, regia di William Beaudine e Noel Smith (1918)
- Roaring Lions on the Midnight Express, regia di Henry Lehrman (1918)
- His Musical Sneeze, regia di Preston Black (1919)
- The Cave Girl, regia di Joseph Franz (1921)
- Ridolini al varietà (The Show), regia di Larry Semon e Norman Taurog (1922)
- The First 100 Years, regia di F. Richard Jones e Harry Sweet (1924)
- The Luck o' the Foolish, regia di Harry Edwards (1924)